# Geoffrey Gilmore
Geoffrey Gilmore (Nova Iorque, 28 de novembro de 1950) é o diretor do Festival de Cinema de Tribeca.